# Llista de topònims de Tornabous
Llista de topònims (noms propis de lloc) del municipi de Tornabous, a l'Urgell
Informació actualitzada per un bot. Els canvis manuals es perdran quan s'actualitzi!

## cabana
| imatge | Nom                | Ubicat a  | instància de | Detalls | coordenades                                                         | Protecció | Commons (més fotos) | Dades a WD                    |
| ------ | ------------------ | --------- | ------------ | ------- | ------------------------------------------------------------------- | --------- | ------------------- | ----------------------------- |
|        | cobert de l'Arturo | Tornabous | cabana       |         | 41° 42′ 23″ N, 1° 04′ 35″ E / 41.7062781967969°N,1.07652006684375°E |           |                     | Modifica les dades a Wikidata |
|        | cobert del Riu     | Tornabous | cabana       |         | 41° 42′ 22″ N, 1° 04′ 16″ E / 41.7060863162943°N,1.07098512971046°E |           |                     | Modifica les dades a Wikidata |
|        | era del Companys   | Tornabous | cabana       |         | 41° 42′ 34″ N, 1° 02′ 10″ E / 41.7094781545614°N,1.03621975477556°E |           |                     | Modifica les dades a Wikidata |

## casa
| imatge | Nom                 | Ubicat a  | instància de | Detalls                     | coordenades                                                                            | Protecció                                  | Commons (més fotos)   | Dades a WD                    |
| ------ | ------------------- | --------- | ------------ | --------------------------- | -------------------------------------------------------------------------------------- | ------------------------------------------ | --------------------- | ----------------------------- |
|        | Ca l'Eloi           | Tornabous | casa         | Estil: arquitectura popular | 41° 42′ 06″ N, 1° 03′ 12″ E / 41.701711111111°N,1.05345°E ca:Carrer Major, 38 296 msnm | bé integrant del patrimoni cultural català | Ca l'Eloi (Tornabous) | Modifica les dades a Wikidata |
|        | Cal Cabaler del Ros | Tornabous | casa         | Estil: arquitectura popular | 41° 43′ 17″ N, 1° 03′ 21″ E / 41.72148°N,1.05584°E                                     | bé integrant del patrimoni cultural català | Cal Cabaler del Ros   | Modifica les dades a Wikidata |

## entitat singular de població
| imatge | Nom                 | Ubicat a  | instància de                                   | Detalls | coordenades                                                       | Protecció | Commons (més fotos) | Dades a WD                    |
| ------ | ------------------- | --------- | ---------------------------------------------- | ------- | ----------------------------------------------------------------- | --------- | ------------------- | ----------------------------- |
|        | Tornabous           | Tornabous | entitat singular de població capital municipal | 617 hab | 41° 42′ 04″ N, 1° 03′ 14″ E / 41.70117°N,1.05384°E 288 msnm       |           |                     | Modifica les dades a Wikidata |
|        | el Tarròs           | Tornabous | entitat singular de població                   | 69 hab  | 41° 42′ 26″ N, 1° 01′ 59″ E / 41.70726389°N,1.03305556°E 278 msnm |           | El Tarròs           | Modifica les dades a Wikidata |
|        | la Guàrdia d'Urgell | Tornabous | entitat singular de població                   | 156 hab | 41° 43′ 18″ N, 1° 03′ 27″ E / 41.72161667°N,1.05743333°E 295 msnm |           | La Guàrdia d'Urgell | Modifica les dades a Wikidata |

## església
| imatge | Nom                                | Ubicat a            | instància de | Detalls                                                              | coordenades                                                                                       | Protecció                                  | Commons (més fotos)                  | Dades a WD                    |
| ------ | ---------------------------------- | ------------------- | ------------ | -------------------------------------------------------------------- | ------------------------------------------------------------------------------------------------- | ------------------------------------------ | ------------------------------------ | ----------------------------- |
|        | Sant Sebastià de la Guàrdia        | la Guàrdia d'Urgell | església     | Estil: arquitectura romànica arquitectura barroca 13rd century       | 41° 43′ 16″ N, 1° 03′ 22″ E / 41.721080555556°N,1.0562388888889°E ca:Carrer Major 292 msnm        | bé cultural d'interès local                | Sant Sebastià de la Guàrdia d'Urgell | Modifica les dades a Wikidata |
|        | Santa Cecília del Tarròs           | el Tarròs           | església     | Estil: arquitectura gòtica arquitectura del Renaixement 16th century | 41° 42′ 28″ N, 1° 02′ 01″ E / 41.707869444444°N,1.0336194444444°E ca:Plaça de l'Església 279 msnm | bé cultural d'interès local                | Santa Cecília del Tarròs             | Modifica les dades a Wikidata |
|        | Santa Maria de Tornabous           | Tornabous           | església     | Estil: arquitectura romànica arquitectura popular                    | 41° 42′ 04″ N, 1° 03′ 10″ E / 41.70124°N,1.05287°E 289 msnm                                       | bé integrant del patrimoni cultural català | Santa Maria de Tornabous             | Modifica les dades a Wikidata |
|        | Santa Maria de la Guàrdia d'Urgell | Tornabous           | església     | Arquitecte: Isidre Puig i Boada                                      | 41° 43′ 15″ N, 1° 03′ 27″ E / 41.72072°N,1.05748°E                                                | bé integrant del patrimoni cultural català |                                      | Modifica les dades a Wikidata |

## granja
| imatge | Nom                    | Ubicat a  | instància de | Detalls | coordenades                                                         | Protecció | Commons (més fotos) | Dades a WD                    |
| ------ | ---------------------- | --------- | ------------ | ------- | ------------------------------------------------------------------- | --------- | ------------------- | ----------------------------- |
|        | Granja Bros            | Tornabous | granja       |         | 41° 42′ 57″ N, 1° 01′ 39″ E / 41.7157226692125°N,1.02745896065194°E |           |                     | Modifica les dades a Wikidata |
|        | Granja Ferrer          | Tornabous | granja       |         | 41° 41′ 43″ N, 1° 02′ 59″ E / 41.6951449690848°N,1.04974217810393°E |           |                     | Modifica les dades a Wikidata |
|        | Granja Mingo           | Tornabous | granja       |         | 41° 42′ 34″ N, 1° 03′ 58″ E / 41.7093192716547°N,1.06614079378678°E |           |                     | Modifica les dades a Wikidata |
|        | Granja del Clos        | Tornabous | granja       |         | 41° 41′ 27″ N, 1° 00′ 02″ E / 41.690762273884°N,1.00069359288182°E  |           |                     | Modifica les dades a Wikidata |
|        | Granja del Pere Moreta | Tornabous | granja       |         | 41° 42′ 26″ N, 1° 01′ 36″ E / 41.7072698526228°N,1.02665979054422°E |           |                     | Modifica les dades a Wikidata |
|        | Granja del Sanç        | Tornabous | granja       |         | 41° 42′ 56″ N, 1° 03′ 09″ E / 41.7155279369652°N,1.05246758781817°E |           |                     | Modifica les dades a Wikidata |
|        | Granja del Verders     | Tornabous | granja       |         | 41° 42′ 28″ N, 1° 01′ 24″ E / 41.707733°N,1.023394°E                |           |                     | Modifica les dades a Wikidata |
|        | Granja del Xavier Rius | Tornabous | granja       |         | 41° 41′ 08″ N, 1° 03′ 14″ E / 41.685579490486°N,1.0539600643867°E   |           |                     | Modifica les dades a Wikidata |
|        | Vaqueria del Segarra   | Tornabous | granja       |         | 41° 41′ 48″ N, 1° 01′ 37″ E / 41.6967923940371°N,1.02701627454539°E |           |                     | Modifica les dades a Wikidata |

## masia
| imatge | Nom               | Ubicat a  | instància de | Detalls | coordenades                                                         | Protecció | Commons (més fotos) | Dades a WD                    |
| ------ | ----------------- | --------- | ------------ | ------- | ------------------------------------------------------------------- | --------- | ------------------- | ----------------------------- |
|        | Cal Cortés        | Tornabous | masia        |         | 41° 42′ 14″ N, 1° 04′ 30″ E / 41.7039845309928°N,1.07508615332755°E |           |                     | Modifica les dades a Wikidata |
|        | Cal Felip         | Tornabous | masia        |         | 41° 42′ 13″ N, 1° 03′ 52″ E / 41.7035094487065°N,1.06450018918078°E |           |                     | Modifica les dades a Wikidata |
|        | Cal Foix          | Tornabous | masia        |         | 41° 42′ 51″ N, 1° 05′ 15″ E / 41.714080105776°N,1.087589502154°E    |           |                     | Modifica les dades a Wikidata |
|        | Cal Niu           | Tornabous | masia        |         | 41° 41′ 42″ N, 1° 04′ 02″ E / 41.6949810021151°N,1.06721941320178°E |           |                     | Modifica les dades a Wikidata |
|        | Cal Paperer       | Tornabous | masia        |         | 41° 42′ 01″ N, 1° 04′ 34″ E / 41.700376535753°N,1.0759781138533°E   |           |                     | Modifica les dades a Wikidata |
|        | Cal Pelletes      | Tornabous | masia        |         | 41° 42′ 03″ N, 1° 00′ 51″ E / 41.7007073190664°N,1.01430198047306°E |           |                     | Modifica les dades a Wikidata |
|        | Cal Pla           | Tornabous | masia        |         | 41° 43′ 06″ N, 1° 05′ 51″ E / 41.7183700491928°N,1.09737663023257°E |           |                     | Modifica les dades a Wikidata |
|        | Cal Pobla         | Tornabous | masia        |         | 41° 43′ 35″ N, 1° 04′ 11″ E / 41.7262767047433°N,1.06977995389373°E |           |                     | Modifica les dades a Wikidata |
|        | Cal Sinyor        | Tornabous | masia        |         | 41° 41′ 47″ N, 1° 03′ 49″ E / 41.6963422355507°N,1.06354952286364°E |           |                     | Modifica les dades a Wikidata |
|        | Cal Soques        | Tornabous | masia        |         | 41° 44′ 09″ N, 1° 04′ 22″ E / 41.7357204509811°N,1.07275570652766°E |           |                     | Modifica les dades a Wikidata |
|        | Cal Txinel        | Tornabous | masia        |         | 41° 42′ 39″ N, 1° 01′ 41″ E / 41.7107805635958°N,1.02812695409388°E |           |                     | Modifica les dades a Wikidata |
|        | Mas Ferrer        | Tornabous | masia        |         | 41° 42′ 12″ N, 1° 03′ 34″ E / 41.7032813198039°N,1.05951945973138°E |           |                     | Modifica les dades a Wikidata |
|        | Masia Coma        | Tornabous | masia        |         | 41° 42′ 04″ N, 1° 02′ 43″ E / 41.7011647441195°N,1.04517371917991°E |           |                     | Modifica les dades a Wikidata |
|        | Masia Guinella    | Tornabous | masia        |         | 41° 42′ 15″ N, 1° 02′ 54″ E / 41.7040538509399°N,1.04823499578887°E |           |                     | Modifica les dades a Wikidata |
|        | Masia Ivós        | Tornabous | masia        |         | 41° 41′ 29″ N, 1° 01′ 56″ E / 41.6913589483114°N,1.03212095179119°E |           |                     | Modifica les dades a Wikidata |
|        | Masia Paradera    | Tornabous | masia        |         | 41° 41′ 32″ N, 1° 03′ 11″ E / 41.6923095381481°N,1.05302416707301°E |           |                     | Modifica les dades a Wikidata |
|        | Masia Peguera     | Tornabous | masia        |         | 41° 42′ 28″ N, 1° 04′ 35″ E / 41.7077061019218°N,1.07627316551535°E |           |                     | Modifica les dades a Wikidata |
|        | Masia Saurina     | Tornabous | masia        |         | 41° 41′ 30″ N, 1° 03′ 57″ E / 41.6915543904371°N,1.06590413192731°E |           |                     | Modifica les dades a Wikidata |
|        | Masia Tardà       | Tornabous | masia        |         | 41° 43′ 16″ N, 1° 03′ 06″ E / 41.7211247078961°N,1.05162533560248°E |           |                     | Modifica les dades a Wikidata |
|        | Masia Vicent      | Tornabous | masia        |         | 41° 42′ 21″ N, 1° 04′ 55″ E / 41.705878160649°N,1.0818233512366°E   |           |                     | Modifica les dades a Wikidata |
|        | Masia Vilaró      | Tornabous | masia        |         | 41° 41′ 55″ N, 1° 02′ 46″ E / 41.6984862572464°N,1.04602397486744°E |           |                     | Modifica les dades a Wikidata |
|        | Masia del Font    | Tornabous | masia        |         | 41° 43′ 03″ N, 1° 03′ 08″ E / 41.7175580882956°N,1.05215383588891°E |           |                     | Modifica les dades a Wikidata |
|        | Masia del Ros     | Tornabous | masia        |         | 41° 43′ 01″ N, 1° 05′ 48″ E / 41.717054589025°N,1.09680237929139°E  |           |                     | Modifica les dades a Wikidata |
|        | Masia del Sostres | Tornabous | masia        |         | 41° 42′ 46″ N, 1° 03′ 30″ E / 41.7127179383749°N,1.05832204427399°E |           |                     | Modifica les dades a Wikidata |
|        | el Molí           | Tornabous | masia        |         | 41° 43′ 49″ N, 1° 02′ 12″ E / 41.7302206513547°N,1.03677821337649°E |           |                     | Modifica les dades a Wikidata |

## Misc
| imatge | Nom                               | Ubicat a                                     | instància de                                 | Detalls                                                                    | coordenades | Protecció                                  | Commons (més fotos)                  | Dades a WD                    |
| ------ | --------------------------------- | -------------------------------------------- | -------------------------------------------- | -------------------------------------------------------------------------- | --- | ------------------------------------------ | ------------------------------------ | ----------------------------- |
|        | Ajuntament de Tornabous           | Tornabous                                    | casa consistorial                            |                                                                            | 41° 42′ 05″ N, 1° 03′ 10″ E / 41.70151°N,1.05287°E                                                                                 | bé integrant del patrimoni cultural català | Ajuntament de Tornabous              | Modifica les dades a Wikidata |
|        | Ciutat ibèrica del Molí d'Espígol | Tornabous                                    | jaciment arqueològic poblat ibèric despoblat | Anomenat per: Molí d'Espígol                                               | 41° 42′ 33″ N, 1° 04′ 17″ E / 41.70916666666667°N,1.071388888888889°E                                                              | bé cultural d'interès nacional             | Ciutat ibèrica del Molí de l'Espígol | Modifica les dades a Wikidata |
|        | Espigol                           | Tornabous                                    | vèrtex geodèsic                              | Alt: 1.2m                                                                  | 41° 42′ 41″ N, 1° 05′ 24″ E / 41.711299°N,1.089945°E 369.547 msnm                                                                  |                                            |                                      | Modifica les dades a Wikidata |
|        | Molí d'Espígol                    | Tornabous                                    | molí d'aigua                                 | Estil: arquitectura popular                                                | 41° 42′ 25″ N, 1° 04′ 37″ E / 41.70694°N,1.07696°E                                                                                 | bé integrant del patrimoni cultural català | Molí d'Espígol                       | Modifica les dades a Wikidata |
|        | Torre de la Guàrdia d'Urgell      | Tornabous                                    | castell                                      | Estil: arquitectura romànica                                               | 41° 43′ 19″ N, 1° 03′ 21″ E / 41.7219°N,1.05592°E 300 msnm                                                                         | bé cultural d'interès nacional             | Torre de la Guàrdia d'Urgell         | Modifica les dades a Wikidata |
|        | Tossal d'Espígol                  | Tornabous                                    | muntanya                                     |                                                                            | 41° 42′ 41″ N, 1° 05′ 24″ E / 41.711267°N,1.089982°E 368 msnm                                                                      |                                            |                                      | Modifica les dades a Wikidata |
|        | canal d'Urgell                    | Noguera Urgell Pla d'Urgell Garrigues Segrià | canal de reg                                 | Desemboca: Segre Llarg: 144.2km                                            | 41° 55′ 47″ N, 1° 09′ 50″ E / 41.92977111111111°N,1.16391°E 41° 34′ 27″ N, 0° 34′ 37″ E / 41.57407111111111°N,0.5769580555555556°E |                                            | Canal d'Urgell                       | Modifica les dades a Wikidata |
|        | cementiri dels Espiritistes       | Tornabous                                    | cementiri                                    |                                                                            | 41° 42′ 37″ N, 1° 01′ 40″ E / 41.7102340637259°N,1.02777105655249°E                                                                |                                            |                                      | Modifica les dades a Wikidata |
|        | plataner de Tornabous             | Tornabous                                    | arbre singular                               | Taxon: plàtan (Platanus ×hispanica) Ample: 19.8m Alt: 23m Perímetre: 4.54m | 41° 42′ 25″ N, 1° 03′ 17″ E / 41.70687°N,1.05484°E ca:Terraforts 287 msnm                                                          | arbre monumental                           | Plataner de Tornabous                | Modifica les dades a Wikidata |